# 二色柳
二色柳（学名：Salix alberti）为杨柳科柳属的植物。分布在中亚地区以及中国大陆的新疆等地，生长于海拔700米至1,552米的地区，一般生于山地河边，目前尚未由人工引种栽培。